# Joana Heidrich
Joana Heidrich, née le 2 octobre 1991 en Suisse, est une joueuse de beach-volley suisse.
Elle a participé aux Jeux olympiques d'été de 2016 avec Nadine Zumkehr. Depuis la fin de la saison 2016, à la suite de la retraite de Nadine Zumkher, Joana Heidrich fait équipe avec Anouk Vergé-Dépré, avec qui elle partage le titre de championne d'Europe 2020. Elles participent en 2021 aux Jeux olympiques de Tokyo, où elles échouent en demi-finale.